# Selawangi (Sariwangi)
Selawangi is een bestuurslaag in het regentschap Tasikmalaya van de provincie West-Java, Indonesië. Selawangi telt 3296 inwoners (volkstelling 2010).